# Église catholique chaldéenne
L'Église catholique chaldéenne ou Église chaldéenne catholique est une des Églises catholiques orientales de tradition syriaque. Le chef de l'Église porte le titre de Catholicos-Patriarche des Chaldéens, avec résidence à Bagdad en Irak. Le titulaire actuel est le patriarche Louis Raphaël Ier Sako, élu le 31 janvier 2013.

## Histoire
Les premiers contacts entre l'Église nestorienne de l'Orient et l'Église de Rome se produisirent au XIIIe siècle au cours des ambassades dominicaine et franciscaine vers les Mongols lancées par Innocent IV. Ils se poursuivirent lors des tentatives de rapprochement diplomatique entre les Français et les Mongols installés au Moyen-Orient. Ainsi, en 1289, le moine assyrien Rabban Bar Sauma, rapporta de sa mission en Occident une lettre du pape Nicolas IV au catholicos Yahballaha III (1281-1317). En 1290, Yahballaha reçoit le dominicain Ricoldo da Monte Croce ; il écrit en 1302 à Boniface VIII.
En 1340, les nestoriens résidant à Chypre entrèrent en communion avec Rome. L'Union fut réitérée au concile de Florence, par le décret Benedictus du 7 août 1445. Les nestoriens convertis au catholicisme adoptèrent le nom de "chaldéens".
Au XVIe siècle, des évêques indignés par la transmission héréditaire du patriarcat d'oncle à neveu adoptée en 1450, refusèrent, en 1552, l'autorité du patriarche Simon VII Ishoyahb et élurent, malgré lui, l'abbé Yohannan Soulaqa comme patriarche. Il fut envoyé à Rome pour demander la consécration épiscopale et la communion avec le Saint-Siège. Le pape Jules III l'ordonna évêque et le proclama "Patriarche des assyriens orientaux à la présidence de l'Église catholique de Mossoul en Assyrie". L'Église catholique a par la suite changé le titre patriarcal par "patriarche des chaldéens" en conformité avec les précédents convertis à Chypre un siècle plus tôt.
Le retour de Simon VII en Orient provoqua de vives querelles ; lui-même fut exécuté en 1555 et sa communauté fut en grande partie réintégrée à l'Église assyrienne ; il s'ensuivit une période troublée où catholiques et nestoriens se combattirent avec acharnement. 
Ce n'est qu'en 1830 que la situation se stabilisa, avec la confirmation par Pie VIII de Jean Hormizdas comme patriarche de Babylone des Chaldéens, sous le nom de Youhanan VIII Hormez, avec son siège à Mossoul. Les catholiques devinrent largement majoritaires parmi les Assyriens, mais souffrirent lourdement du génocide de 1915, perdant 70 000 fidèles ; il en résulta un mouvement des Chaldéens vers le sud, et le siège patriarcal fut finalement transféré à Bagdad en 1950.
En 1994, Jean-Paul II signa un accord christologique avec le patriarche assyrien Mar Dinkha IV Khanania, mettant fin à la controverse nestorienne, ce qui améliora spectaculairement les relations entre les chaldéens catholiques et l'Église assyrienne, liens resserrés encore par les événements actuels et les violences islamistes qui pèsent sur l'ensemble de la chrétienté irakienne.

## Liturgie
L'Église chaldéenne utilise la langue liturgique Soureth (ou Néo-araméen, syriaque oriental).

### Organisation territoriale
Irak

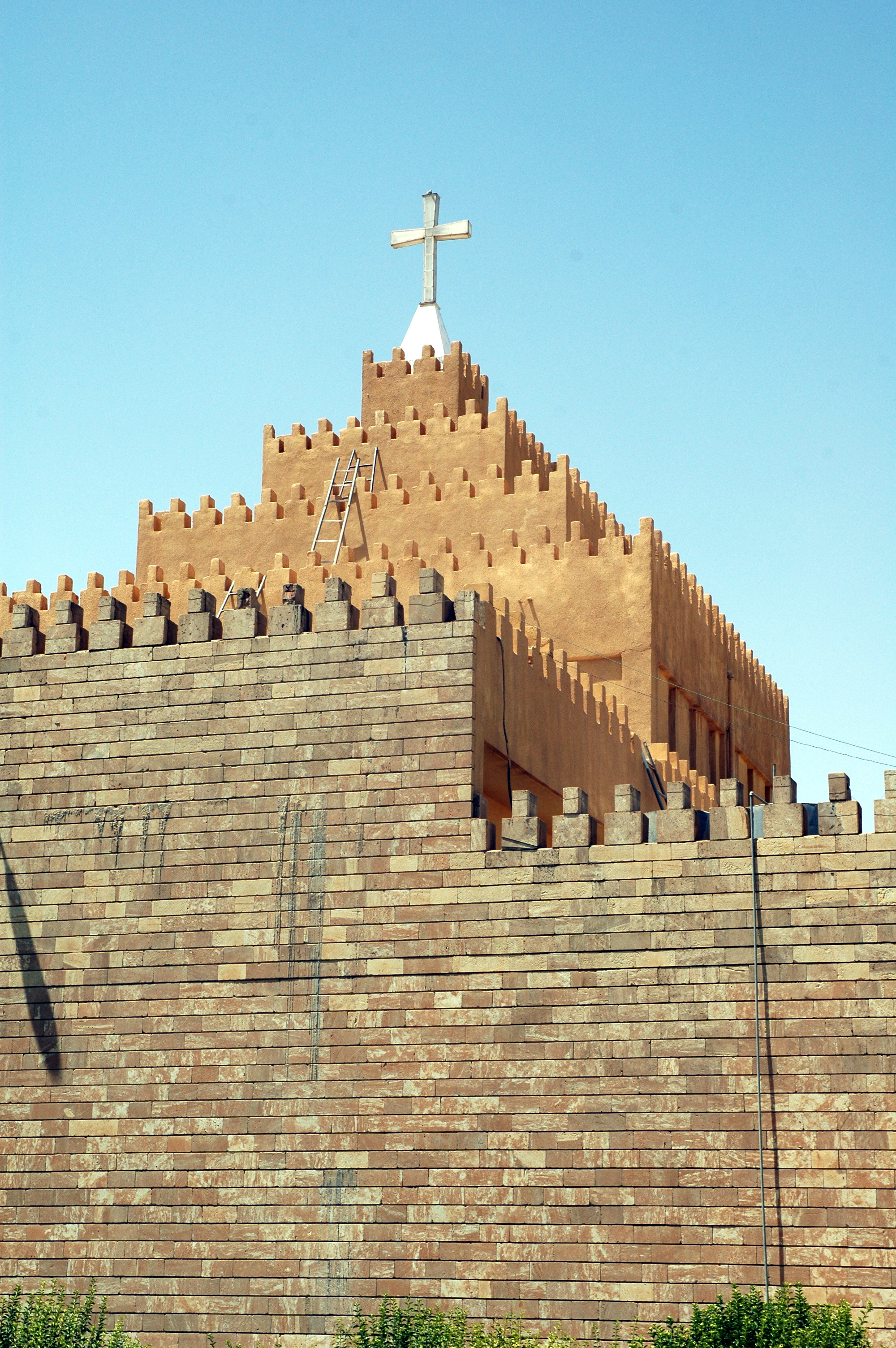
Cathédrale Saint-Joseph d'Erbil.

- Métropole de Bagdad (siège du patriarcat)
- Métropole de Kirkouk
- Archéparchie d'Erbil (siège : cathédrale Saint-Joseph d'Ankawa)
- Archéparchie de Bassorah
- Archéparchie de Mossoul des Chaldéens
- Éparchie d'Alqosh
- Éparchie d'Amadiyah
- Éparchie d'Aqra
- Éparchie de Sulaimaniya
- Éparchie de Zakho

Iran
- Métropole de Téhéran
- Métropole d'Ourmia
- Archéparchie de Ahwaz
- Éparchie de Salmas

Reste du Moyen-Orient
- Archéparchie de Diarbekir, Turquie
- Éparchie d'Alep, Syrie (siège : cathédrale Saint-Joseph d'Alep)
- Éparchie de Beyrouth, Liban
- Éparchie du Caire, Égypte
- Vicariat patriarcal de Jordanie
- Territoire patriarcal de Jérusalem

Reste du monde
- Éparchie Saint-Thomas l'Apôtre de Détroit (États-Unis)
- Éparchie Saint-Pierre Apôtre de San Diego (États-Unis)
- Éparchie Mar Addaï de Toronto (Canada)
- Éparchie Saint-Thomas l'Apôtre de Sydney (Australie)
- Vicariat patriarcal de France
- Vicariat patriarcal de Russie et de la CEI

### Les Instituts de vie consacrée et apostolique
Un ordre religieux masculin et deux congrégations religieuses féminines :
- l'ordre Antonin Chaldéen de saint Hormizda ;
- la congrégation des Filles chaldéennes de Marie ;
- la congrégation du Sacré-Cœur.

## Relations avec les autres Églises
L'Église est membre du Conseil des Églises du Moyen-Orient et reconnue par le Vatican.

### Relations avec les autres Églises de tradition syriaque
Depuis 1994, l'Église catholique chaldéenne participe à une série de discussions œcuméniques avec les autres Églises de tradition syriaque, à l'initiative de la Fondation Pro Oriente, organisme dépendant du diocèse catholique de Vienne en Autriche. Ces discussions rassemblent des représentants d'Églises catholiques et séparées, de tradition syriaque occidentale (Église syriaque orthodoxe, Église catholique syriaque, Église malankare orthodoxe, Église catholique syro-malankare, Église maronite) et de tradition syriaque orientale (Église apostolique assyrienne de l'Orient, Ancienne Église de l'Orient, Église catholique chaldéenne, Église catholique syro-malabare).

#### Relations avec l'Église apostolique assyrienne de l'Orient.
Par la « Déclaration christologique commune » de 1994, signée par le pape Jean-Paul II et le patriarche Mar Dinkha IV, le principal problème dogmatique existant entre l'Église catholique et l'Église assyrienne d'Orient a été résolu. Par conséquent, le rapprochement œcuménique entre l'Église chaldéenne et l'Église assyrienne d'Orient est parvenu à une nouvelle phase de développement. 
Le 29 novembre 1996, le patriarche Mar Raphaël Bidawid et le patriarche Mar Dinkha IV signent une liste de propositions communes dans le but de parvenir au rétablissement de la pleine unité ecclésiale entre les deux héritières historiques de l'antique Église de l'Orient. 
Le 15 août 1997, les synodes des évêques des deux Églises approuvent ce programme et le confirment par un Décret synodal conjoint. Les deux patriarches approuvent, avec l'appui de leurs synodes respectifs, une nouvelle série  d'initiatives  visant  à  promouvoir le  rétablissement  progressif  de  leur unité ecclésiale.
Le 20 juillet 2001, le Conseil pontifical pour la promotion de l'unité des chrétiens publie des
orientations pour l'admission à l'Eucharistie entre l'Église chaldéenne et l'Église assyrienne d'Orient en reconnaissant la validité de l'Eucharistie célébrée avec l'anaphore de Addaï et Mari.
Louis Raphaël Ier Sako propose en juin 2015, l'unification des trois branches de l'Église de l'Orient, sans succès.

#### Relations avec le Vatican
Le 1er octobre 2016, un pape entre pour la première fois dans une église chaldéenne. Le pape François lors de son voyage en Géorgie se rend dans l'église Saint-Simon-Bar-Sabba de Tbilissi où il rencontre la petite communauté catholique chaldéenne et lit une longue prière .

### Filmographie
- Robert Alaux, Les derniers Assyriens, Paris, 2003 (film documentaire de 53 minutes)